# منوچهر (موبد)
منوچهر پورِ یودانیام یا مینوشچهر پورِ یودانیام که در ادوار اسلامی حکیم منوچهر یا حکیم مینوشچهر نیز خوانده شده، از رهبران زرتشتیان ایران و از موبدان و دانشمندان نامدار زرتشتی در سده سوم هجری و صاحب مقام و عنوان موبدان موبد یا مس مغان (والاترین مقام روحانی در آیین زرتشت که به معنای رهبری آنان است)، در زمان خود بود.
وی همچنین نویسنده کتاب پهلوی به نام دادستان دینک و نیز مجموعهٔ نامیکیها (به معنای نامه‌ها) است و برادر بزرگ زاتسپرَم، دیگر موبد حکیم و دانشمند زرتشتی در سده سوم هجری محسوب می‌شود و مجادلات و مکاتبات این دو با یکدیگر که از اختلافات اساسی در عقاید آنان سرچشمه می‌گرفته، به جهات گوناگون حائز اهمیت بوده و باعث ناموری هر دو شده است.

## زندگینامه
منوچهر یا مینوشچهر، در اوایل سده سوم هجری در محدودهٔ جغرافیایی که پارس نامیده می‌شد، در خانواده‌ای از بزرگان و سران و رهبران مذهبی آیین زرتشتی (مُغان یا موبدان) که با وجود گسترش نسبی اسلام بر آیین نیاکان خویش مانده بودند، به دنیا آمد. پدرش یودانیام که جوان جم شاپوران نیز خوانده شده، از بزرگان و موبدان فرزانهٔ دین زرتشت و صاحب عنوان موبدان موبد یا مس مغان بود و بلندپایه‌ترین روحانی زرتشتیان محسوب می‌شد. نیاکانِ وی نیز همگی از موبدانِ نام‌آورِ دینِ بَهی بودند و سلسلهٔ نیاکانش به آذرباد مهر اسپندان، موبدِ موبدانِ دورهٔ شاپور دوم پادشاه ساسانی می‌رسید.
پدر منوچهر، یعنی جوان جم شاپوران که از موبدان پرهیزگار و بزرگترین موبد (مُغ) زمان خویش بود، چهار پسر به اسامی: «زروان داد»، «منوچهر» (مینوشچهر)، «زادسپرم» و «اشه وهشت» داشت که از این چهار پسر، منوچهر در زمان زندگانی پدرش وی را در کار دین یاری می‌داد، پس از مرگ جوان جم جانشین وی شد و بعنوان موبدان موبد یا مس مُغان در فارس، که مرکز روحانیت زرتشتی بود، برگزیده شد.
منوچهر در نیمهٔ دوم سده سوم هجری و احتمالاً تا پایان عمر خویش این منصب را حفظ نمود و در تمام این مدت، برای رهبری جامعه زرتشتیان ایران (که با توجه به گسترش روزافزون اسلام در آن دوران رفته رفته روی به تضعیف نهاده بودند)؛ و نیز برای حفظ و نگهداری میراث دینی نیاکان خویش رادمردانه کوشید.
بزرگترین چالش او در دوران رهبریش بر جامعه زرتشتیان، درگیری دامنه‌دار وی با برادرش زادسپرم بود که از طرف او به هیربدی سیرگان منصوب شده و در آنجا تحت تأثیر دِرَوَندان (غیر زرتشتیان) افکار و عقاید نوگرایانه و متفاوتی را ترویج می‌نمود.

## مجادلات با زادسپرم
هنگامیکه زادسپرم عقاید سنت‌شکنانه و نوگرایانهٔ خود را در سرخس افشا نمود، برادر بزرگ وی یعنی حکیم مینوشچهر (منوچهر)، که در فارس عنوان موبدان موبد داشت و در منصب رهبری زرتشتیان ایران قرار داشت، سعی کرد که با انتصاب برادر خود به هیربدی سیرگان، او را به جایی نزدیکتر به خود منتقل سازد و از این طریق بر این برادر و افکار نوگرایانهٔ او تسلط و کنترل بیشتری داشته باشد. به ویژه که جامعهٔ زرتشتیان سیرجان نیز در این زمان، جامعه‌ای بنیادگرا و پایبند به قوانین سنتی و کهن آیین زرتشت بودند و به نظر می‌رسیده که این ویژگی بتواند در کنترل آراء و عقاید نوگرایانهٔ زادسپرم نقشی ایفا کند.
به هرحال زادسپرم پس از این انتصاب از راه نیشابور به شیراز آمد و پس از ملاقات با برادر خویش (منوچهر) در شیراز، به سمت محل مأموریت خویش، یعنی سیرجان حرکت نمود. در جریان همین ملاقات منوچهر با زاتسپرم بود که وی به عنوان یک مُغِ محافظه‌کار که مسئولیت پاسداری از مبانی سنتی آیین نیاکانی زرتشت را بر عهده داشت، زاتسپرم را ملامت کرد و پس از شنیدن نظرات و اندیشه‌های زاتسپرم این نظرات را به هیچ قیمتی نپذیرفت. منوچهر سپس زاتسپرم را سوگند داد و از وی قول گرفت که اندیشه‌های تازهٔ خویش را هرگز آشکار نسازد و در واقع پس از همین سوگند و قول بود که منوچهر (مینوشچهر) زاتسپرم را راهی سیرجان نمود.
با این وجود زاتسپرم در سیرجان و کرمان همچنان بر نظرات و عقاید خویش پایدار ماند و به اشاعهٔ بیش از پیش آراء و عقاید خویش پرداخت، به گونه‌ای که منوچهر و دیگر بنیادگرایان زرتشتی از این موضوع برآشفتند. در این زمان منوچر مجلسی از موبدان در شیراز تشکیل داد و نامه‌ای سخت و شدیداللحن به برادر (زاتسپرم) نوشت و وی را مؤکّدانه از انتشار اندیشه‌های خلاف دین بازداشت. وی سپس این نامه را به یکی از شاگردان امین خود به نام "یزدان پناه" سپرد و او را راهی سیرجان ساخت تا نامه را به دست زاتسپرم برساند. با این وجود زاتسپرم به نظرات برادر ارجی ننهاد و کار بدانجا کشید که منوچهر در سال ۲۵۰ یزدگردی (برابر با ۲۶۰ خورشیدی و ۲۶۸ هجری قمری) نامه‌ای در چندین نسخه خطاب به زرتشتیان سرتاسر ایران نوشت و ضمن برحذر داشتن زرتشتیان از پذیرش نظرات زادسپرم، بدین ترتیب به تخطئه و حتی تکفیر برادر پرداخت.
بعد از آن نیز منوچهر تا مدتها به مکاتبات خود با زاتسپرم و نیز نوشتن نامه‌هایی دربارهٔ عقاید او ادامه داد، که این مجموعه نوشته‌ها در نامیکیها (نامیکها) گردآوری شده است.

## آثار و نوشته ها
از حکیم منوچهر آثاری چند باقی مانده که عمدتاً در ترویج و تبلیغ آیین زرتشت و شرح مبانی آن می‌باشند، و شاخصترین آنها کتاب پهلوی به نام دادستان دینک (پهلوی: Dādestān ī Dēnīg) می‌باشد که از آن بعنوان یکی از دانشنامه‌های آیین زرتشت یاد شده است.
همچنین مجموعهٔ نامیکیها یا نامه‌های منوچهر که مشتمل بر مجموعه نامه‌هایی است که در پاسخ به افکار و عقاید نوگرایانه برادر کوچکش زادسپرم تدوین شده و پس از مرگ وی توسط حامیان و دوستدارانش گردآوری شده است.

## درباره او
موبد جمشید سروشیان در کتاب تاریخ زرتشتیان کرمان، از حکیم مینوشچهر (منوچهر) و حکیم زادسپرم به عنوان دو تن از موبدان و مغان فرزانهٔ کرمان در سده سوم هجری یاد کرده است. هرچند که نویسندهٔ این کتاب به دلیل آن که خود نیز از موبدان زرتشتی در دوران معاصر است، به روشنی منوچهر را بر زادسپرم ترجیح داده و به شائبهٔ کژاندیشی و بداعتقادی زاتسپرم (نسبت به آیین زرتشت) معنایی تازه بخشیده است.
با این وجود برخی نویسندگان مسلمان همچون دکتر مجید ملک محمدی، گرچه بر اثرپذیری زادسپرم از آیین مانوی و زروانیگری صحّه نهاده‌اند، اما تحول آراء و عقاید زادسپرم و مقابله منوچهر با وی را بیش از هرچیز تحت تأثیر دین اسلام دیده‌اند و با جانبداری از زادسپرم، تحول فکری او را با توجه به گسترش نسبی دین اسلام و شرایط اجتماعی و فرهنگی و مذهبی حاکم بر ایران و کرمان در سده سوم هجری طبیعی و حتی ستودنی یافته‌اند.
به هرحال یکی از مهمترین موضوعات تاریخی و مذهبی مربوط به وی، ماجرای مجادلات و درگیری‌های دامنه‌دار میان او و برادرش زادسپرم است که از فحوای آن مجادلات می‌توان به نکات متعددی چه در مورد وضعیت زرتشتیان ایران پس از گسترش اسلام و چه دربارهٔ مبانی اعتقادی آنان در اعصار پیش از اسلام پی برد. در این میان برخی از محققین نیز بر ارزش این موضوع در روشن شدن گوشه‌هایی تاریک از تاریخ علم و دانش در ایران باستان تأکید نموده‌اند.
از جمله دکتر احمد تفضلی به مطالبی در نوشته‌های منوچهر اشاره دارد که به لحاظ علم نجوم و اخترشناسی حائز اهمیت‌اند:
نامه‌های منوچهر [گرچه] در رد بدعت‌هایی است که برادرش زادسپرم در مورد ساده کردن مراسم تطهیر برشنوم نهاده بود و خشم بسیاری از متعصبان سنت‌گرا را برانگیخته بود؛ [امّا] در این نامه‌ها تسلط منوچهر را نه تنها در دانش دینی بلکه در نجوم نیز می‌بینیم
در همین ارتباط دکتر مجید ملک محمدی نیز ضمن شرح مراسم برشنوم (که نحوهٔ اجرای آن از جمله مهمترین اختلافات میان منوچهر و زادسپرم بوده) و تشریح اهمیت این رسم در دادپزشکی و دیگر شیوه‌های پزشکی در ایران باستان و همینطور ضمن پرداختن به محتوای پزشکی آثاری چون گزیده‌های زادسپرم، نشان داده که بخش مهمی از موضوعات موردنظر منوچهر و زادسپرم و اختلافات آنها، در محدودهٔ موضوعات مربوط به بهداشت و پزشکی می‌گنجیده‌اند و در تاریخ پزشکی ایران حائز اهمیت می‌باشند.